# Гусаки (Несвижский район)
Гусаки  (бел. Гусакі, ранее Казённые Гусаки) — деревня в Козловском сельсовете Несвижского района Минской области Белоруссии. Расположена в 12 км от Несвижа, в 124 км от Минска, в 26 км от железнодорожной станции Городея. Население — 87 человек (2012).

## История
Впервые упоминается в 1742 году как село фольварка Ольховка на территории Новогорудского воеводства Великого княжества Литовского. После второго раздела Речи Посполитой 1793 года в составе Несвижского уезда Минской губернии Российской империи, с 1796 года в Слуцком уезде.
В 1800 году во владении Клецкой католической плебании, работал трактир. В 1909 году в составе Клецкой волости, в деревне проживали бывшие государственные крестьяне.
С февраля по декабрь 1918 года деревня была оккупирована войсками Германской империи. С августа 1919 года по середину июля 1920 года и с октября 1920 года — войсками Польши.
С 1919 года в составе БССР. С 29 июля 1920 года в составе Несвижского повета. С 1921 года в составе Клецкой гмины Несвижского повята Новогрудского воеводства Польши. С сентября 1939 года снова в составе БССР. С 4 декабря 1939 года в Барановичской области, с 15 января 1940 года в Несвижском районе, с 12 октября 1940 года в Козловском сельсовете.
Во время Великой Отечественной войны с конца июня 1941 года по начало июля 1944 года была захвачена немецкими войсками. 15 жителей деревни погибло на фронте.
В 1949 году создан колхоз имени Шверника. С 8 января 1954 года в составе Минской области, с 1953 года в составе укреплённого колхоза. В 1961 году колхоз переименован в «Дружба». С 20 декабря 1976 года в составе колхоза «Новая жизнь», с 2 декабря 1996 года ОАО «Новая жизнь», центр которого — агрогородок Оношки.